# Personajes de género no binario en la ficción
El género no binario o género queer es un espectro de identidades de género que no son exclusivamente masculinas o femeninas. Son ‌identidades que están fuera del binarismo de género. Las identidades no binarias pueden caer bajo el paraguas transgénero, ya que muchas personas no binarias se identifican con un género diferente al sexo asignado. Otro término para las personas de género no binario es enby (de la abreviatura 'NB'). Esta página examina personajes no binaries en obras de ficción en su conjunto, centrándose en personajes y representaciones del cine y la fantasía.

## Personajes y representaciones en los medios
Al igual que con los personajes homosexuales y transgénero, la representación de personajes de género no binario es pequeña. El ochenta por ciento de las personas no binarias señalaron en una encuesta de Trans Media Watch que sentían que la cobertura mediática de los personajes no binaries es deficiente. The Daily Dot ha señalado que en los medios japoneses, las identidades genderqueer a menudo se presentan como una broma, presentando a «personas extravagantemente homosexuales que se trasvisten» (también conocidos como okamas) en lugar de exploraciones serias de la expresión de género. Sin embargo, en mayo de 2015, Flavorwire declaró que los personajes de género queer están adquiriendo «una creciente prominencia crítica y estética» en la literatura.

### Steven Universey más allá
Algunas franquicias aliviaron esa preocupación. Por ejemplo, la franquicia Steven Universe, de 2013 a 2020, incluyó varios personajes no binaries. Por ejemplo, los guionistas Colin Howard y Joe Johnston confirmaron que Obsidian, una fusión entre Steven y sus compañeras Crystal Gems Granate, Amatista y Perla, y Rainbow Quartz 2.0, una fusión de Steven y una vez más su compañera Perla, son de género no binario. Además, Smoky Quartz, una fusión de entre Steven y Amatista, es de género no binario ya que, como afirmó la creadora de la serie Rebecca Sugar, las Gemas son «todas mujeres no binarias», lo que se aplica específicamente a Amatista. Además, Sunstone, una fusión entre Steven Universe y Granate, usa pronombres femeninos y el pronombre singular neutro «elle»). Además, Shep es no binarie. Shep es el primer personaje de la serie en ser un humano de género no binario, y es la pareja de Sadie Miller. Shep tiene la voz de Indya Moore, quien también es una persona trans y no binaria, usa el pronombre neutro «elle», y es una persona de color. Otro personaje es Stevonnie, que es una fusión entre Steven y Connie. Steven y Connie se identifican como hombre y mujer respectivamente, pero el género de Stevonnie es difícil de describir, y la creadora de la serie Rebecca Sugar lo describe como la "relación viva entre Steven y Connie". A Stevonnie se le conoce comúnmente con pronombres neutrales de género (como el singular «elle»), mientras que los personajes masculinos y femeninos parecen sentirse atraídos físicamente por Stevonnie.
Steven Universe es sólo una de las muchas series animadas con personajes que se identifican fuera del binarismo de género. Uno de los primeros personajes fue la Princesa Zafiro en La princesa caballero. Zafiro fue criada como un niño por su padre ya que las mujeres no son elegibles para heredar el trono; esta historia ha llevado a algunos críticos a interpretarla como genderqueer. Muchos años después, en 2003, El viaje de Kino, presentó también otro personaje fuera de lo binario. En esta serie, al protagonista, Kino, se le asignó mujer al nacer, pero tiene una "persona andrógina", que alterna el uso de pronombres femeninos y masculinos, al tiempo que se resiste a aquellos que intentan asignarle un género como "niña" o "niño". Esto llevó a algunos críticos a llamar a Kino uno de los "raros ejemplos de protagonistas transmasculinos del anime". Un año después, comenzó bro'Town. En este programa, el Hermano Ken es fa'afafine, un concepto samoano para un tercer género, una persona que nace con un sexo masculino pero crece y se ve a sí misma como mujer. Unos años más tarde, en 2009, Kämpfer presentó un personaje de género queer. Natsuru Senō es un estudiante de segundo año en la escuela secundaria Seitetsu y está enamorado de Kaede Sakura, una de las bellezas de la escuela. Además de Zafiro, Kino y Natsuru, está Violet Harper/Halo en Young Justice. Halo es genderqueer, no se identifica como hombre o mujer. En 2011, Nathan Seymour/Fire Emblem era un personaje en Tiger & Bunny. Nathan es un hombre homosexual muy afeminado que se identifica como genderqueer, aunque a veces prefiere ser identificado como mujer, a menudo pasa más tiempo con las heroínas mientras coquetea con los héroes masculinos. Unos años más tarde, de 2014 a 2015, Caballeros de Sidonia presentó otro personaje fuera del binarismo. Izana Shinatose pertenece a un nuevo tercer género no binario que se originó durante los cientos de años de emigración humana al espacio. Wren en Middle School Moguls también es no binarie. En 2017, apareció por primera vez Milo en Danger & Eggs, un personaje agénero que usa pronombres they/them. Más tarde, Milo forma una banda con los protagonistas del programa, DD Danger y Philip, llamada Buck Buck Trio y tocan juntos en un festival de música. Tyler Ford, une modele y locutore agénero, quién es la voz de Milo, dijo que amaba el personaje y que era una "representación precisa" de elle misme. Finalmente, en 2019, Hoshiai no Sora presentó a Yū Asuka, un personaje que no está seguro de si es "trans binario, x-género o algo completamente distinto" y todavía está averiguando su identidad de género.